# Kbk wz. 1988 Tantal
Le Kbk wz. 1988 Tantal est un fusil d'assaut polonais chambré en 5,45 × 39 mm conçu et produit par Zakłady Łucznik Radom à la fin des années 1980.

## Développement
La conception du nouveau fusil d'assaut a débuté en 1984 dans une propriété du gouvernement (OBR) à Radom. A la demande du ministère de la Défense polonaise, l'institut OBR avait déjà étudié la possibilité de créer une arme de calibre 5,45 mm au milieu des années 1980. En 1985, Les paramètres de l'arme avaient été confirmés, un exemplaire fut fabriqué, et des tests en usine ont été réalisés en fin d'année. En 1986, le premier lot de prototypes est fabriqué, puis testé et évalué pour des qualifications.
Ces premiers prototypes, d'abord désignés wz. 1981, ont été calqués sur le AK-74 soviétique, chambré lui aussi en 5,45 mm, et avaient beaucoup de pièces communes avec le AKMS. Mais, comme l'arme a été conçue pour être en mesure de tirer des grenades à fusil, elle reçut un nouveau design ; une bouche de canon multifonction et une crosse pliante plus robuste furent utilisés (la crosse est une copie de celle utilisée sur le MPi-KMS-72 de la RDA, une variante du AKMS). En outre, le wz. 1981 était équipé d'un mécanisme de limitation de tir (il ne pouvait donc pas tirer en mode automatique), emprunté à un prototype de fusil d'assaut nommé AKMS wz. 1980, testé à la fin des années 1970 par OBR.
Fin 1987, le fusil est largement remanié et amélioré (parmi les changements effectués, une série de composants ont été introduits et étaient interchangeables avec le AK-74, incluant des boulons, des vis, le chargeur, et le mode rafale est maintenant permis). En janvier 1988, Les prototypes furent de nouveau évalués, et 1989, il fut déclaré que le fusil répondait parfaitement aux exigences, suivit alors une autorisation pour la production d'un lot de présérie dans la même année. En 1990, les fusils ont été évalués avec succès puis transférés pour suivre des derniers tests. En 1991, le fusil a été mis en service dans l'armée polonaise sous le nom de Karabinek wz. 1988 (ou carabine mle 1988).

## Historique
Il a été produit à environ 25 000 exemplaires. Retirés du service en 2005 puis stockés, 10 000 ont été expédiés en Irak en 2005 et 2006 pour le rééquipement des forces gouvernementales. Plusieurs capturés par divers groupes armés servent dans la guerre civile syrienne.